# Henrik av Frankrike, ärkebiskop av Reims
Henrik av Frankrike, född 1121, död 1175, var en fransk prins. 
Han var ärkebiskop av Reims 1161-1175. 